# Pinjalo
Pinjalo – rodzaj ryb z rodziny lucjanowatych.

## Klasyfikacja
Gatunki zaliczane do tego rodzaju:
- Pinjalo lewisi
- Pinjalo pinjalo